# Jordan Farmar
Jordan Robert Farmar (Van Nuys, 30 de Novembro de 1986) é um jogador de basquetebol estadunidense da NBA. Antes de chegar à Liga Profissional, Farmar era o armador principal de universidade de UCLA.

## Biografia
Farmar nasceu na Califórnia. Seu pai, ex-jogador de beisebol, Damon Farmar (um outfielder que foi escolhido na segunda rodada do draft de 1982 e 1983), é afro-americano. Ele e sua mãe, Melinda Baker, e seu padrasto israelita, Yehuda, são judeus. Farmar tem uma meia-irmã, Shoshana Kolani. O Padrinho de Farmar, Eric Davis foi um importante jogador, tendo atuado na MLB. Farmar estudou na Portola Middle School, em Tanzana e cursou o ensino médio, na Birmingham High School, em Van Nuys, Califórnia, antes de se transferir para a Taft High School, em Woodland Hills, uma comunidade suburbana do Vale San Fernando, em Los Angeles.

## Carreira

### Ensino Médio
Na Taft High School, Farmar conseguiu o recorde de 54 pontos em uma única partida. Como sênior, ele obteve médias de 27.5 pontos e 6.5 assistências e liderou a escola para o seu primeiro título municipal, em Los Angeles. Ele foi nomeado o jogador do ano pelo Los Angeles Times e pelo LA City co-Jogador do Ano. Farmar também fez parte do USA Today Super 25 Selection.

### Universidade
Considerado uma dos armadores de elite na UCLA, foi nomeado para a Equipe Pac-10 Team e Equipe Pac-10 do torneio.
Na temporada 2006 da NCAA Tournament, Farmar levou o UCLA Bruins para a final do Campeonato Nacional contra o Florida Gators, que perderam por um placar de 73-57. Farmar foi o cestinha com 18 pontos, e também terminou com 2 rebotes, 4 assistências, e 2 roubadas de bola. Em 20 de abril de 2006, ele se candidatou ao Draft da NBA.

### 2006-2007
Farmar impressionou os olheiros NBA na fase pré-draft com seus saltos verticais de 42 polegadas, maior que qualquer jogador que lá estava. Em 8 de julho de 2006, ele fez sua estréia no Summer Pro League, que foi realizada no Walter Pyramid. Emseu último jogo ele contabilizou 17 pontos e 3 assistências, em 31 minutos. Em 28 de junho de 2006, o Los Angeles Lakers selecionou Farmar com a 26ª escolha da primeira rodada do Draft. Em grande parte da temporada 2006-2007, Farmar foi reserva de Smush Parker.
Em 31 de março de 2007, Farmar foi rebaixado para equipe pertencente ao Lakers na D-League, o D-Fenders. Em 1 de abril, Farmar marcou 18 pontos na derrota em casa para o Arsenal Anaheim. Na mesma tarde, Farmar foi relacionado pelo Lakers para enfrentar o Sacramento Kings. Farmar anotou 4 pontos em 8 minutos jogados, ajudando o Lakers a conseguir a vitória casa, fazendo assim história por se tornar o primeiro jogador a participar de uma partida da D-League e da NBA no mesmo dia. Em 15 de abril de 2007 contra o Seattle Supersonics, Farmar iniciou pela primeira vez uma partida como titular, substituíndo Smush Parker. Farmar iniciou duas partidas como titular na temporada, e, todos os cinco jogos que o Lakers realizou nos playoffs. Nestes jogos contra o Phoenix Suns, Farmar conseguiu médias de 6,4 pontos e 1,2 roubadas de bola.

### 2007-2008
Com as saídas de Smush Parker, Aaron Mckie, e Shammond Williams, o Lakers ficou com poucos armadores principais. Como primeira escolha no Draft de 2007, o Los Angeles Lakers selecionou o armardor Javaris Crittenton, que posteriormente foi trocado com o Memphis Grizzlies. Com resultado, durante todo o verão e inverno de 2007, Farmar virou frequentador assíduo dos centros de treinamento, aprimorando seus arremessos de Junho a Setembro. Ele sabia que sua posição estava ameaçada com um novo armador na cidade e que precisaria trabalhar duro para manter o seu lugar. 
Até então, seu trabalho duro tem sido recompensado, e até o final de Fevereiro, Farmar estava com médias de 9,5 pontos, 2,3 rebotes e 2,7 assistências por partida, atuando em média 20,9 minutos, como reserva do veterano armador Derek Fisher, que retornou ao Lakers após duas temporadas com o Golden State Warriors e uma com o Utah Jazz. Farmar também atuou nos primeiros 57 jogos da temporada, convertendo 47,5% de seus arremessos, 5,3% a mais que na última temporada, assim como os 39,3% linha dos três pontos 39,3% são 6,4% maiores que os da última temporada. Ambas as porcentagens são sólidas para um armador e podem ser consideradas uma grande evolução em relação a sua temporada como novato, mostrando que o seu trabalho tem sido bem executado. 
O recorde pessoal de pontos em uma partida é 24, anotados contra o Miami Heat.

## Estatísticas
| † | Temporada que foi campeão |

##### Temporada regular
| Ano      | Equipe        | PJ  | PT | MPP  | %TC  | %3P  | %TL   | RPP | APP | ROB | TPP | PPP  |
| -------- | ------------- | --- | -- | ---- | ---- | ---- | ----- | --- | --- | --- | --- | ---- |
| 2006-07  | L.A. Lakers   | 72  | 2  | 15.1 | .422 | .328 | .711  | 1.7 | 1.9 | .6  | .1  | 4.4  |
| 2007-08  | L.A. Lakers   | 82  | 0  | 20.6 | .461 | .371 | .679  | 2.2 | 2.7 | .9  | .1  | 9.1  |
| 2008-09† | L.A. Lakers   | 65  | 0  | 18.3 | .391 | .336 | .584  | 1.8 | 2.4 | .9  | .2  | 6.4  |
| 2009-10† | L.A. Lakers   | 82  | 0  | 18.0 | .435 | .376 | .671  | 1.6 | 1.5 | .6  | .1  | 7.2  |
| 2010-11  | New Jersey    | 73  | 18 | 24.6 | .392 | .359 | .820  | 2.4 | 5.0 | .8  | .1  | 9.6  |
| 2011-12  | New Jersey    | 39  | 5  | 21.3 | .467 | .440 | .905  | 1.6 | 3.3 | .6  | .1  | 10.4 |
| 2013-14  | L.A. Lakers   | 41  | 5  | 22.2 | .415 | .438 | .746  | 2.5 | 4.9 | .9  | .2  | 10.1 |
| 2014-15  | L.A. Clippers | 36  | 0  | 14.7 | .386 | .361 | .909  | 1.2 | 1.9 | .6  | .1  | 4.6  |
| 2015-16  | Memphis       | 12  | 10 | 24.3 | .420 | .356 | 1.000 | 2.1 | 3.1 | 1.3 | .2  | 9.2  |
| Total    | Total         | 502 | 40 | 19.5 | .423 | .374 | .739  | 1.9 | 2.9 | .8  | .1  | 7.7  |

##### Playoffs
| Ano   | Equipe      | PJ | PT | MPP  | %TC  | %3P  | %TL   | RPP | APP | ROB | TPP | PPP |
| ----- | ----------- | -- | -- | ---- | ---- | ---- | ----- | --- | --- | --- | --- | --- |
| 2007  | L.A. Lakers | 5  | 5  | 22.8 | .429 | .200 | .857  | 2.8 | 1.6 | 1.2 | .2  | 6.4 |
| 2008  | L.A. Lakers | 21 | 0  | 17.1 | .383 | .386 | .875  | 1.6 | 1.3 | .3  | .2  | 5.7 |
| 2009† | L.A. Lakers | 20 | 1  | 13.0 | .391 | .308 | .737  | 1.6 | 1.7 | .5  | .2  | 4.7 |
| 2010† | L.A. Lakers | 23 | 0  | 13.1 | .404 | .400 | .692  | 1.2 | 1.4 | .7  | .0  | 4.6 |
| 2016  | Memphis     | 4  | 4  | 28.3 | .323 | .333 | 1.000 | 1.5 | 4.0 | .8  | .3  | 6.8 |
| Total | Total       | 73 | 10 | 15.7 | .389 | .355 | .793  | 1.5 | 1.6 | .6  | .1  | 5.2 |

## Prêmios e Reconhecimentos
- Los Angeles Times High School - Jogador do Ano: 2003-04
- Rivals.com Nacional calouro do Ano: 2004-05
- Pac - 10 calouro do Ano: 2004-05
- All - Pac - 10 calouro First Team: 2004-05
- All - Pac - 10 First Team: 2005-06
- Pac - 10 All - Tournament Team: 2005-06

## Curiosidade
Em 2009, Jordan Farmar participou do WSOP (World Series of Poker)